# Жак-Франсуа Блондель
Жак-Франсуа́ Блонде́ль (фр. Jacques-François Blondel; 8 січня 1705 — 9 січня 1774) — французький архітектор і теоретик у галузі мистецтва та архітектури. Професор архітектури в Академії архітектури, придворний архітектор короля Франції Людовика XV. На відміну від модного в ті часи стилю рококо запропонував стиль неокласицизм, який був популярний у другій половині XVIII століття.
Блондель вважається одним із засновників сучасного міського планування. Він винайшов формулу кроку для розрахунку східців.

## Життєпис
Жак-Франсуа Блондель народився в Руані 8 січня 1705 року. Спочатку навчався у свого дядька Жана-Франсуа Блонделя, який був архітектором Руана. У 1726 році Блондель вирушив до Парижа, де продовжив навчання у Жиля-Марі Оппено, який познайомив молодого архітектора зі стилем рококо. Також Блондель працював з Жаном Марієтом та його виданням L'Architecture françoise, пишучи статті та малюючи ілюстрації на архітектурні теми.
У 1730-х роках Блондель починає самостійно проєктувати та зводити будівлі. Серед його тогочасних проєктів: оранжерея біля Флоренції, тераси замку в Бретані, власний будинок в Безансоні.
Першою незалежним виданням Блонделя стала енциклопедична праця «Про проєктування садиб та внутрішнє оздоблення в цілому» (фр. De la Distribution des Maisons de Plaisance, et de la Décoration des Edifices en General), яка вийшла у 1737–1738 роках в Парижі і містила 155 ілюстрацій, власноруч зроблених Блонделем. У цій своїй праці Блондель проголосив стиль неокласицизм, який залишався в моді протягом усього XVIII століття.
У 1740 році Блондель відкриває в Парижі власну школу мистецтв, яка стала першою школою такого роду у Франції. У 1743 році школу офіційно визнає французька Академія архітектури. В наступні роки Блондель, який викладає архітектуру, навчає низку майбутніх видатних архітекторів: Етьєна-Луї Булле, Жана-Франсуа Шальгрена, Клода-Нікола Леду, Александра-Теодора Броньяра, Філіпа де ла Геп'єра, Луї-Жана Депре, Шарля де Вайї, Жака Гондуена, Жиля-Барнабе Гімара, Жана-Батіста Ронделе. Його учні з закордону, англієць Вільям Чамберс, данець Гаспар Харсдорф, голландець Пітер де Сварт, німець Крістіан Вайнлінг, пізніше принесуть архітектуру неокласицизму у свої країни.
У 1752–1756 році була надрукована ще одна чотиритомна праця Блонделя «Французька архітектура» (фр. Architecture françoise). В ній Блондель проаналізував будівлі, зведені за останнє століття в Парижі та його околицях, в їх історичному контексті, та надав багато детальної історичної інформації. Спочатку Блондель планував випустити вісім томів, але побачило світ лише чотири. Завдяки цій праці Блондель у 1755 році вступив до Академії архітектури та обійняв посаду придворного архітектора короля Людовика XV.
З 1751 року і до своєї смерті Блондель брав участь у написанні Енциклопедії Дідро: він був автором статей про кам'яну кладку та архітектуру, а також зробив внесок у близько 500 статей.
1762 року Блонделя призначили професором архітектури Академії; його власна школа перетворилася на всебічний академічний курс архітектури.
У 1771 році вийшов у світ перший том нової праці Блонделя — Cours d'architecture ou traité de la décoration, distribution et constructions des bâtiments contenant les leçons données en 1750, et les années suivantes. До 1777 року вийшло дев'ять томів, на кожні два томи текстової інформації припадав один том ілюстрацій. Останні томи після смерті Блонделя випустив його учень П'єр Пате. Цю останню працю Блонделя, «Курс архітектури», іноді називають «Малим Блонделем» (фр. Petit Blondel), на відміну від «Французької архітектури», яка має неофіційну назву «Великий Блондель» (фр. Grand Blondel).
Жак-Франсуа Блондель помер 9 січня 1774 року, після довгої хвороби. Під кінець він зажадав, щоб його перенесли до його навчальних кімнат в Луврі, де Блондель і помер в оточенні своїх книг, архітектурних моделей і учнів.

## Родина
Дід Жака-Франсуа, Франсуа Блондель також був архітектором.
У 1729 році Блондель одружився з Марі Анн Гарньє, від якої мав сина та доньку. Син, Жорж-Франсуа, народився у 1730 році і гравером; доньку звали Клодіна Анжеліка. У 1755 році дружина Блонделя померла і через п'ять років, у 1760 році він одружився з Манон Баллетті. Вона у 1764 році народила йому сина Жана-Батіста Блонделя, який став архітектором Парижа.